# Parsonsia straminea
Parsonsia straminea là một loài thực vật có hoa trong họ La bố ma. Loài này được (R.Br.) F.Muell. mô tả khoa học đầu tiên năm 1865.

## Hình ảnh

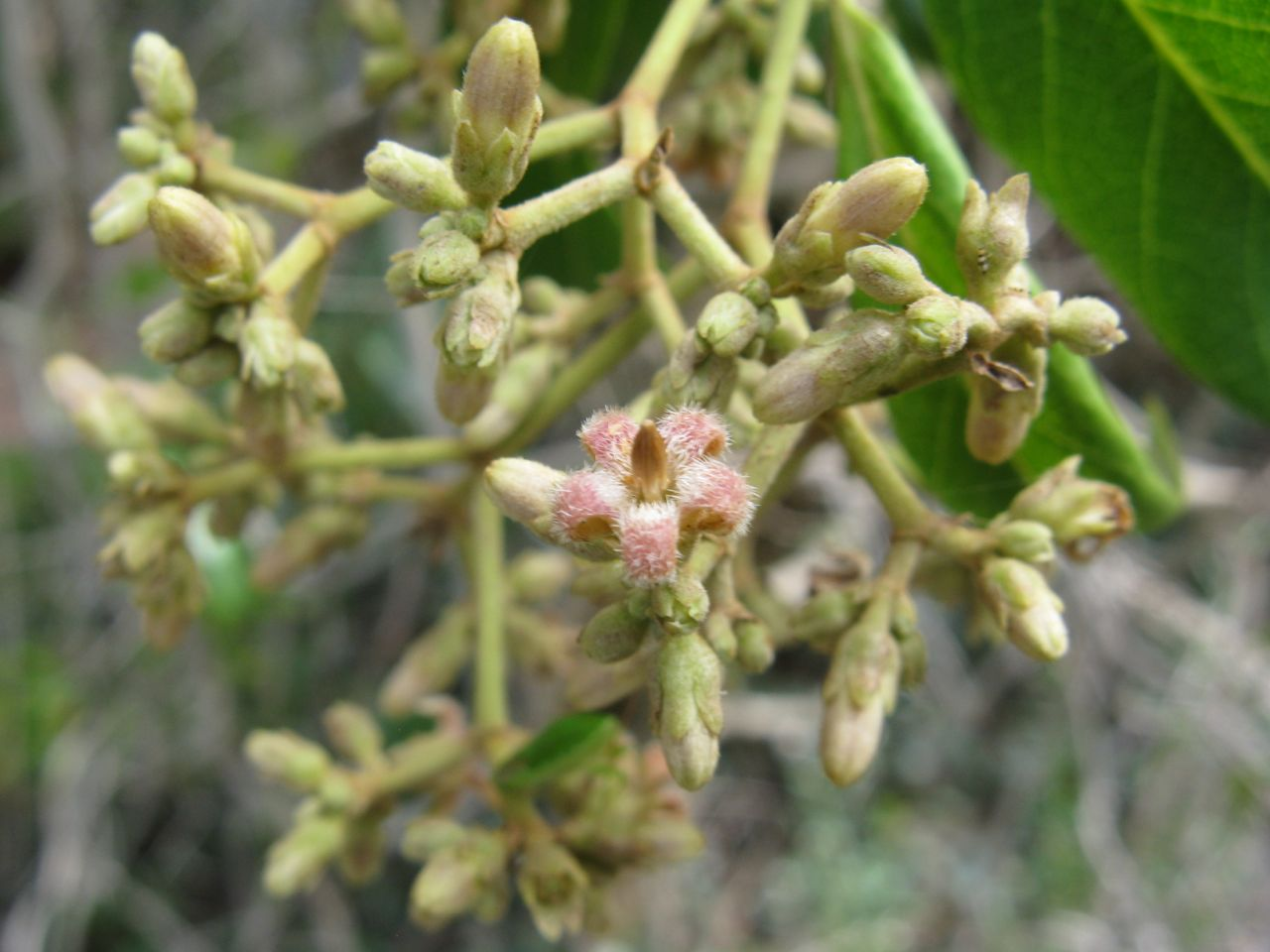
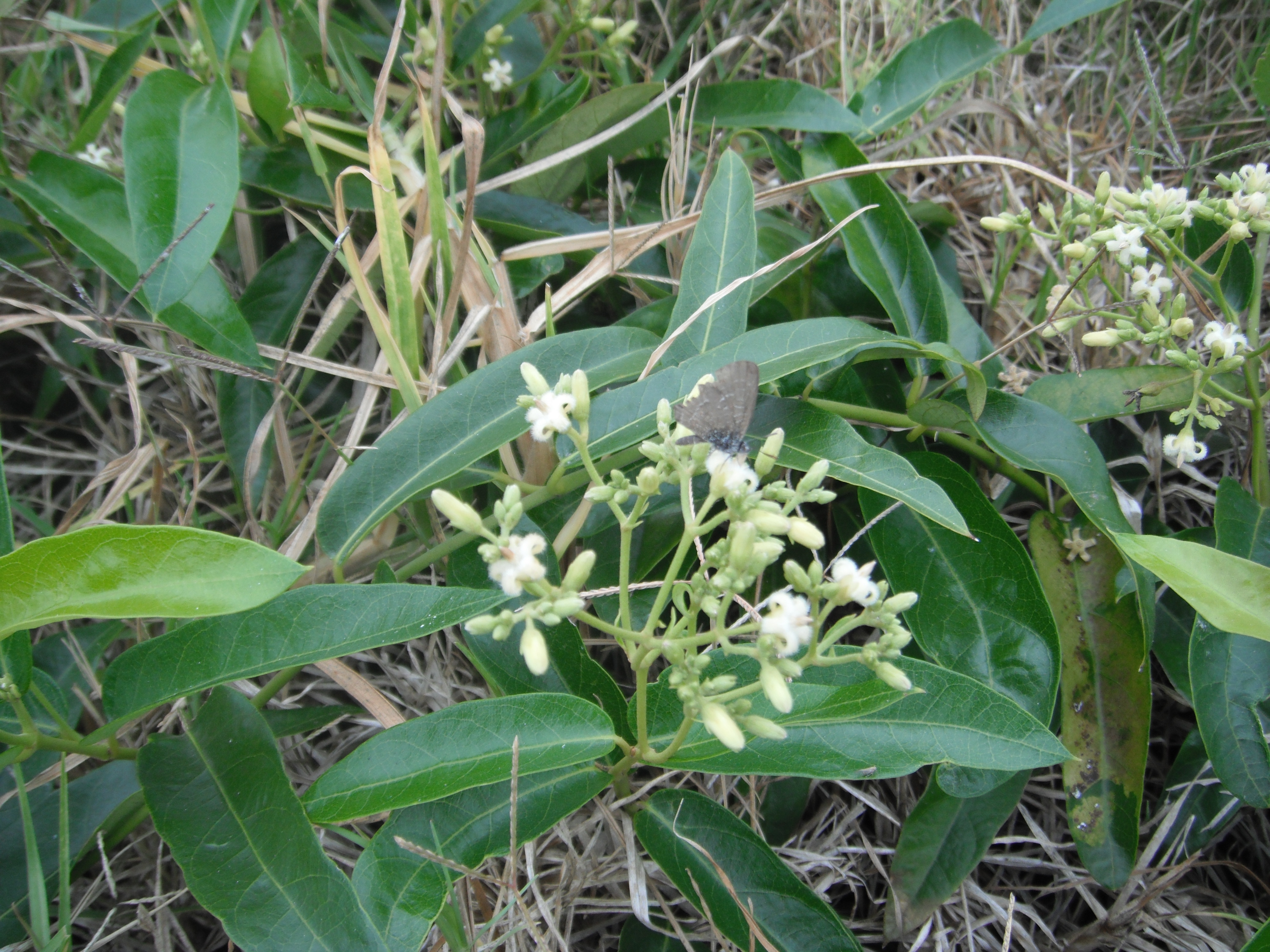
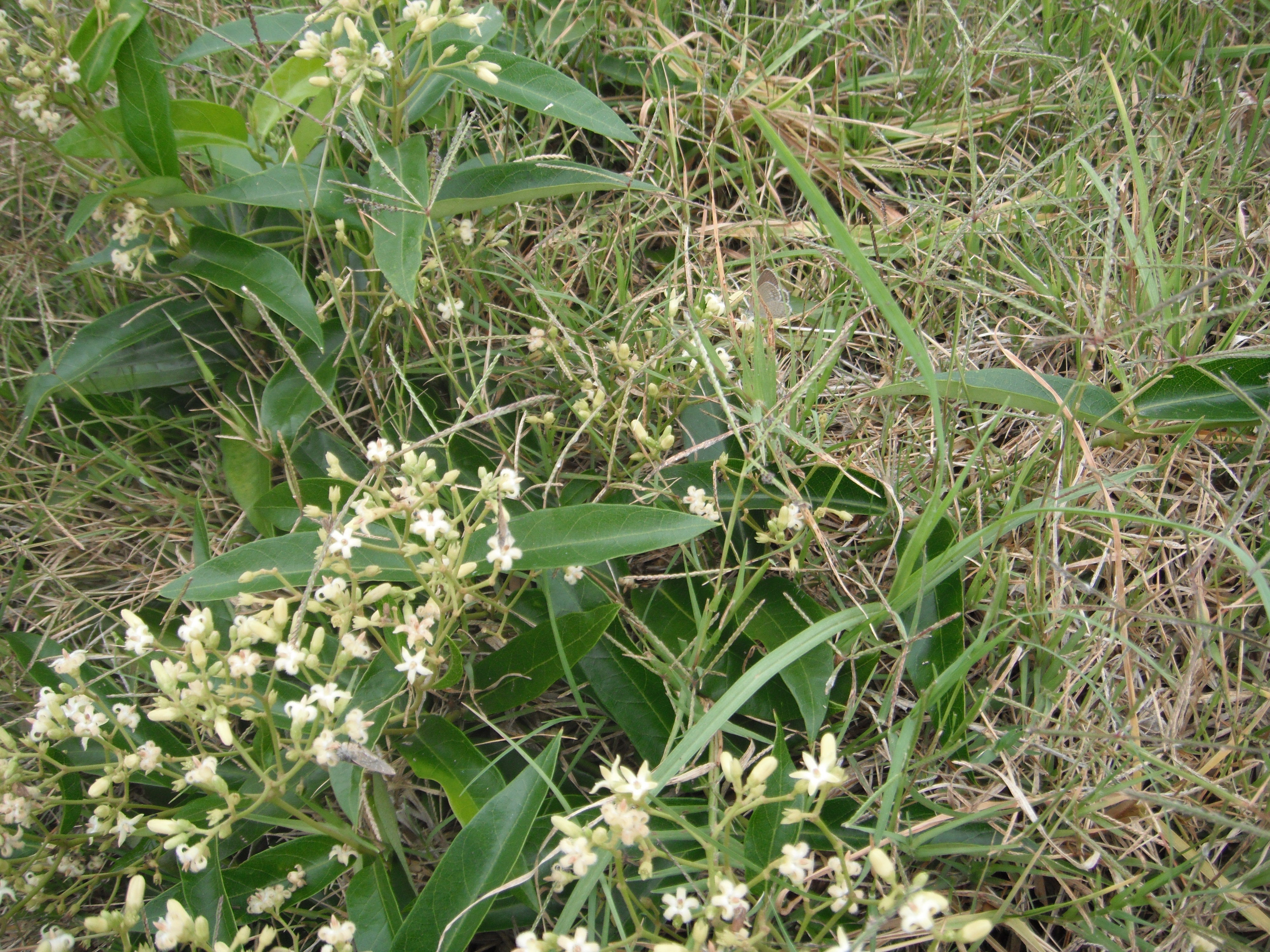
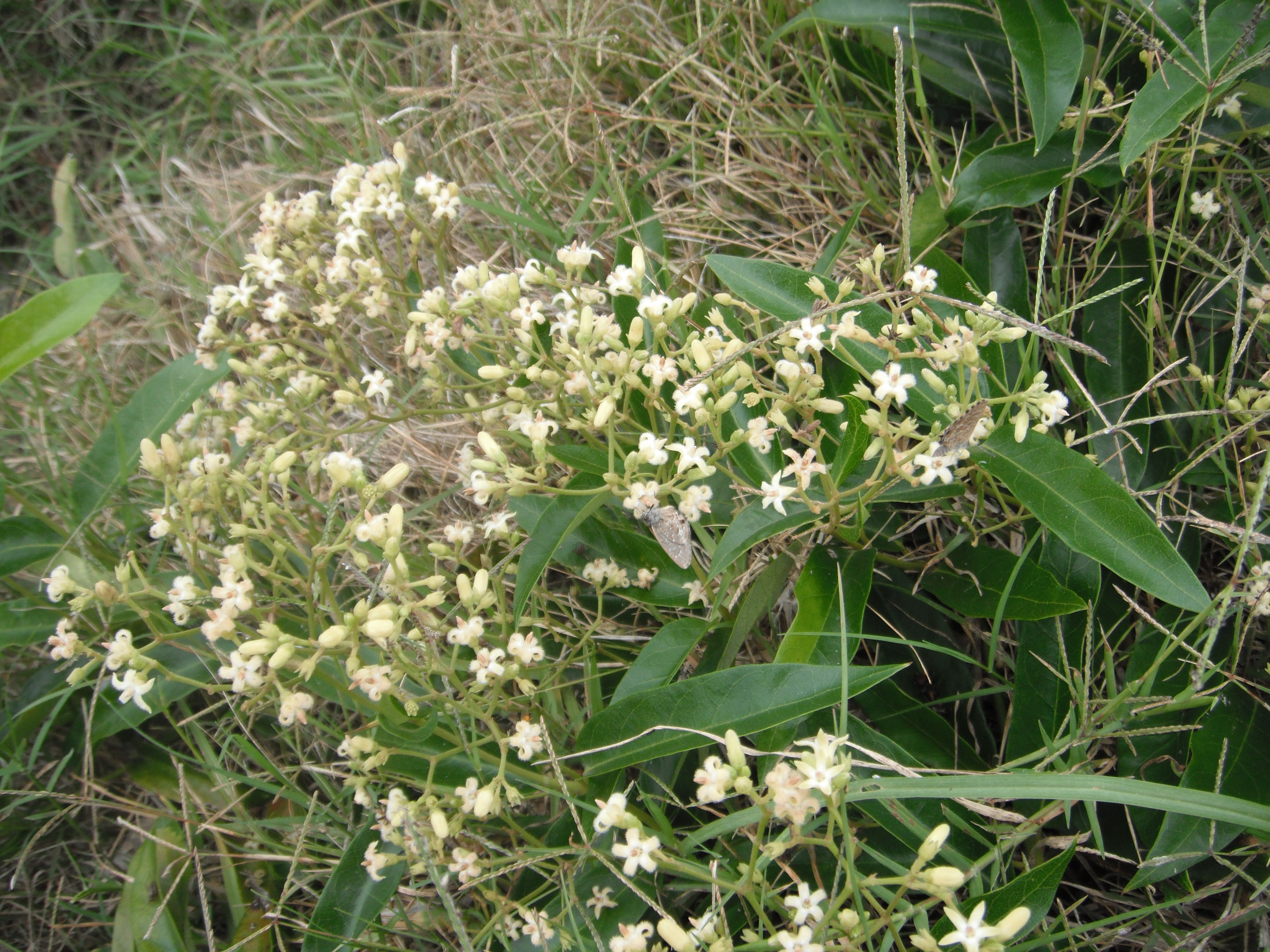